# Presidenti della Repubblica del Madagascar
I Presidenti della Repubblica del Madagascar (in francese Présidents de la République de Madagascar, in malgascio Filohan’ny Repoblikan’i Madagasikara) dal 1959 (data della creazione della carica di Presidente) ad oggi sono i seguenti:

## Elenco
| Presidente                                                            | Presidente                                                            | Presidente                                                            | Partito                                                               | Elezione                                                              | Mandato                                                               | Mandato                                                               |
| Presidente                                                            | Presidente                                                            | Presidente                                                            | Partito                                                               | Elezione                                                              | Inizio                                                                | Fine                                                                  |
| Repubblica Malgascia come repubblica autonoma della Comunità francese | Repubblica Malgascia come repubblica autonoma della Comunità francese | Repubblica Malgascia come repubblica autonoma della Comunità francese | Repubblica Malgascia come repubblica autonoma della Comunità francese | Repubblica Malgascia come repubblica autonoma della Comunità francese | Repubblica Malgascia come repubblica autonoma della Comunità francese | Repubblica Malgascia come repubblica autonoma della Comunità francese |
| --------------------------------------------------------------------- | --------------------------------------------------------------------- | --------------------------------------------------------------------- | --------------------------------------------------------------------- | --------------------------------------------------------------------- | --------------------------------------------------------------------- | --------------------------------------------------------------------- |
|                                                                       |                                                                       | Philibert Tsiranana                                                   | Partito Social Democratico del Madagascar                             | –                                                                     | 1º maggio 1959                                                        | 26 giugno 1960                                                        |
| Repubblica Malgascia come Stato indipendente                          |                                                                       |                                                                       |                                                                       |                                                                       |                                                                       |                                                                       |
|                                                                       |                                                                       | Philibert Tsiranana                                                   | Partito Social Democratico del Madagascar                             | 1965, 1972                                                            | 26 giugno 1960                                                        | 11 ottobre 1972                                                       |
|                                                                       |                                                                       | Gabriel Ramanantsoa                                                   | Militare                                                              | referendum del 1972                                                   | 11 ottobre 1972                                                       | 5 febbraio 1975                                                       |
|                                                                       |                                                                       | Richard Ratsimandrava                                                 | Militare                                                              | –                                                                     | 5 febbraio 1975                                                       | 11 febbraio 1975                                                      |
|                                                                       |                                                                       | Gilles Andriamahazo                                                   | Militare                                                              | –                                                                     | 12 febbraio 1975                                                      | 15 giugno 1975                                                        |
|                                                                       |                                                                       | Didier Ratsiraka                                                      | Militare                                                              | –                                                                     | 15 giugno 1975                                                        | 30 dicembre 1975                                                      |
| Repubblica Democratica Malgascia                                      |                                                                       |                                                                       |                                                                       |                                                                       |                                                                       |                                                                       |
|                                                                       |                                                                       | Didier Ratsiraka                                                      | Associazione per la Rinascita del Madagascar                          | 1982, 1989                                                            | 30 dicembre 1975                                                      | 12 gennaio 1992                                                       |
| Terza Repubblica del Madagascar                                       |                                                                       |                                                                       |                                                                       |                                                                       |                                                                       |                                                                       |
|                                                                       |                                                                       | Didier Ratsiraka                                                      | Associazione per la Rinascita del Madagascar                          | –                                                                     | 12 gennaio 1992                                                       | 27 marzo 1993                                                         |
|                                                                       |                                                                       | Albert Zafy                                                           | Unione Nazionale per la Democrazia e lo Sviluppo                      | 1992                                                                  | 27 marzo 1993                                                         | 5 settembre 1996                                                      |
|                                                                       |                                                                       | Norbert Ratsirahonana (ad interim)                                    | Asa Vita no Ifampitsarana                                             | –                                                                     | 5 settembre 1996                                                      | 9 febbraio 1997                                                       |
|                                                                       |                                                                       | Didier Ratsiraka                                                      | AREMA                                                                 | 1996                                                                  | 9 febbraio 1997                                                       | 5 luglio 2002                                                         |
|                                                                       |                                                                       | Marc Ravalomanana                                                     | Io Amo il Madagascar                                                  | 2001, 2006                                                            | 5 luglio 2002                                                         | 17 marzo 2009                                                         |
|                                                                       |                                                                       | Hyppolite Ramaroson                                                   | Militare                                                              | colpo di Stato                                                        | 17 marzo 2009                                                         | 17 marzo 2009                                                         |
| Alta Autorità di Transizione                                          |                                                                       |                                                                       |                                                                       |                                                                       |                                                                       |                                                                       |
|                                                                       |                                                                       | Andry Rajoelina                                                       | Tanora Malagasy Vonona                                                | colpo di Stato                                                        | 17 marzo 2009                                                         | 25 gennaio 2014                                                       |
| Quarta Repubblica del Madagascar                                      |                                                                       |                                                                       |                                                                       |                                                                       |                                                                       |                                                                       |
|                                                                       |                                                                       | Hery Rajaonarimampianina                                              | Forze Nuove per il Madagascar                                         | 2013                                                                  | 25 gennaio 2014                                                       | 7 settembre 2018                                                      |
|                                                                       |                                                                       | Rivo Rakotovao (ad interim)                                           | Forze Nuove per il Madagascar                                         | –                                                                     | 7 settembre 2018                                                      | 19 gennaio 2019                                                       |
|                                                                       |                                                                       | Andry Rajoelina                                                       | Tanora Malagasy Vonona                                                | 2018                                                                  | 19 gennaio 2019                                                       | 9 settembre 2023                                                      |
|                                                                       |                                                                       | Christian Ntsay (ad interim)                                          | Indipendente                                                          | –                                                                     | 9 settembre 2023                                                      | 27 ottobre 2023                                                       |
|                                                                       |                                                                       | Richard Ravalomana (ad interim)                                       | Indipendente                                                          | –                                                                     | 27 ottobre 2023                                                       | 16 dicembre 2023                                                      |
|                                                                       |                                                                       | Andry Rajoelina                                                       | Tanora Malagasy Vonona                                                | 2023                                                                  | 16 dicembre 2023                                                      | in carica                                                             |